# Psyco
Psyco (AFI: /ˈpsaiko/ titolo originale: Psycho, pronuncia inglese: [ˈsaɪkəʊ, -oʊ]) è un film del 1960 prodotto e diretto da Alfred Hitchcock e interpretato da Janet Leigh, Anthony Perkins, John Gavin e Vera Miles.
Tratto dall'omonimo romanzo del 1959 di Robert Bloch (basato sulle vicende reali del serial killer Ed Gein), è uno dei film più famosi del regista, nonché il suo maggior successo commerciale, tanto da generare tre sequel, uno spin-off, una serie televisiva, un remake shot-for-shot, un documentario sulla famosa scena della doccia e molte altre opere derivate. Inoltre vari riferimenti sono presenti anche in altri media come i cartoni animati e i fumetti, per esempio ne I Simpson o in Dylan Dog.
Nel 1961 fu candidato a quattro Premi Oscar (miglior regista, miglior attrice non protagonista, migliore fotografia e migliore scenografia), senza vincerne nessuno; lo stesso anno fu assegnato il Golden Globe per la migliore attrice non protagonista a Janet Leigh.
Nel 1992 fu scelto per la conservazione nel National Film Registry della Biblioteca del Congresso degli Stati Uniti. Nel 1998 l'American Film Institute lo inserì al diciottesimo posto della classifica dei migliori cento film statunitensi di tutti i tempi, mentre dieci anni dopo, nella lista aggiornata, salì al quattordicesimo posto.

## Trama

Marion Crane (Janet Leigh) nella celeberrima scena della doccia

Phoenix, venerdì 11 dicembre, ore 14:43. Marion Crane, bella e giovane segretaria di un'agenzia immobiliare, è innamorata di Sam Loomis, imprenditore e proprietario di un negozio di ferramenta, con il quale ha intrapreso da tempo una relazione nascosta, fatta di fugaci incontri in albergo durante la sua pausa pranzo. Quel giorno, il proprietario dell'agenzia immobiliare conclude un affare da 40 000 dollari per una casa nuova. L'acquirente, invece di pagare con assegni, porta con sé 400 biglietti da 100 dollari. Il proprietario li consegna a Marion, di cui si fida, affidandole l'incarico di versarli al più presto in banca. Quest'ultima esce con il denaro, ma parte per tutt'altra destinazione.
Dopo un lungo viaggio in automobile, avvertendo la stanchezza, decide di dormire in macchina. All'improvviso viene svegliata da un poliziotto, il quale le fa qualche domanda per capire la sua situazione. Marion riparte, ma si accorge che il poliziotto la segue. Nella città più vicina si ferma da un concessionario e cambia la sua auto per non lasciare tracce. Rimessasi in auto, dopo qualche ora, sorpresa da un'improvvisa e battente pioggia, esce senza accorgersene dall'autostrada. Scorge però l'insegna di un motel (il "Bates Motel"), sormontato da un'enorme casa situata su una collina lì a fianco. Mentre osserva una delle finestre della casa con la luce accesa, Marion nota l'ombra di una donna che si muove in una stanza. Arrivata al motel, Marion suona il clacson e viene raggiunta dal giovane proprietario e gestore, Norman Bates, il quale le dice di avere il motel libero da tempo in quanto, dopo il cambio di percorso dell'autostrada, si trova su una strada secondaria (solo ora Marion si rende conto di avere sbagliato strada). Il giovane si mostra subito gentile e, dopo aver dato alla ragazza la stanza numero 1, la invita a cena in casa insieme a lui e alla madre.
Norman rientra nell'abitazione per preparare la cena ma ha un acceso diverbio con l'anziana madre, discussione che Marion ascolta dall'esterno. La donna, con la quale Norman vive, è invalida e vive come una reclusa dimostrandosi scontrosa, gretta ed egoista nei confronti del figlio. Temendo che il giovane voglia avere approcci intimi con Marion, lo rimprovera duramente e si rifiuta di accoglierla in casa. Norman, amareggiato, scende nel motel con le pietanze e propone alla sua ospite di cenare nel salotto dell'ufficio, scusandosi con lei per il comportamento della madre. Poi intavola con Marion una conversazione dall'apparenza scontata e banale, durante la quale si rivela emotivamente fragile e molto legato alla madre, che pure riconosce essere bisbetica e possessiva. Norman racconta a Marion che sua madre dopo la prematura scomparsa di suo padre quando lui aveva solo 5 anni, ha dovuto crescerlo da sola. Diversi anni dopo aveva conosciuto un uomo che l'aveva convinta, utilizzando i soldi lasciati dal marito defunto, a costruire il motel in modo che sia lei che il giovane figlio Norman potessero avere un'occupazione stabile. Successivamente anche quest'uomo era venuto a mancare improvvisamente gettando così la donna in un profondo dolore nonché nel corso degli anni in un forte stato di depressione e di nevrosi, riversando così il proprio malessere sul figlio che molto spesso maltratta senza motivo. Nonostante tutto, Norman dice a Marion che non potrebbe mai allontanarsi dalla madre, in quanto l'unico a poterla curare ed assistere.
Quando la ragazza consiglia al giovane di condurre la donna in una clinica si altera visibilmente, sottolineando che sua madre, nonostante soffra di depressione, è innocua e non fa del male a nessuno. Marion dunque, confrontando la propria vita con quella di Norman, si rende conto che, per quanto piatta e senza soddisfazioni, la sua condizione di donna frustrata non è poi così intollerabile come le appariva in precedenza: decide allora di ritornare a Phoenix per restituire i soldi rubati prima che sia troppo tardi. Si congeda quindi da Norman e si appresta a fare la doccia. All'improvviso una figura femminile molto somigliante alla madre del ragazzo, appare nel bagno, assale l'ignara Marion, la uccide a coltellate e si allontana furtivamente. In breve sopraggiunge Norman che, dopo un iniziale attimo di raccapriccio, decide di pulire il sangue dalla scena del delitto, quindi carica il cadavere e la valigia nella macchina di Marion, aggiungendo infine il giornale in cui la donna aveva nascosto il denaro e fa sprofondare il veicolo nello stagno vicino.
Una settimana dopo Lila Crane, sorella di Marion, si reca nel negozio di Sam Loomis, l'amante della sorella, per sapere dove ella si trovi. Quest'ultimo non ha notizie della giovane, ma proprio in quel momento entra Milton Arbogast, un investigatore privato assunto dal capo di Marion per ritrovare i soldi rubati. Quest'ultimo si accorda con Lila e con Sam e cerca in tutti i motel della zona una traccia della donna scomparsa.

Arbogast, giunto al Bates Motel, interroga Norman e, dalle sue incertezze, capisce che nasconde qualcosa, in particolare per il rifiuto da parte sua di farlo parlare con sua madre che un attimo prima aveva notato la sua ombra in lontananza dietro una finestra della casa che lo fissava. Lo saluta, se ne va e raggiunge una cabina telefonica, informando Lila e Sam che ha scoperto che Marion ha dormito lì e annuncia che entro un'ora sarà in città. L'investigatore decide invece di ritornare al motel per indagare ulteriormente: entrato nella casa di Bates, mentre sale le scale per interrogare la madre di Norman, viene assalito e ucciso dalla stessa assassina di Marion. Dopo tre ore di inutile attesa, Lila e Sam decidono di recarsi dallo sceriffo della città vicina, quella dov'era diretta Marion prima di scomparire, per chiedere a loro volta informazioni utili su dove possa trovarsi. La moglie dell'uomo suggerisce di chiamare Norman al suo motel per chiedere se l'investigatore è andato da lui. Quest'ultimo conferma la circostanza, dichiarando poi di avere visto Arbogast andare via. Dopo la telefonata, lo sceriffo, sorpreso dal fatto che quest'ultimo avesse affermato che Norman viveva con sua madre, rivela a Sam e Lila che ciò non è possibile perché la donna si è suicidata dieci anni prima, ingerendo stricnina dopo avere ucciso il suo compagno.
Non convinta della veridicità delle parole di Norman, Lila ritiene che Arbogast abbia scoperto indizi importanti, altrimenti non sarebbe sparito nel nulla senza informare lei e Sam, e si convince che qualcuno gli abbia impedito di farlo. I due decidono di andare sul posto di persona fingendosi una coppia di sposini. Mentre Sam intrattiene Norman, Lila entra nell'abitazione, trovandola vuota. Norman capisce di essere finito in un tranello e colpisce Sam stordendolo, per poi correre verso la casa. Lila lo vede e si nasconde in cantina. Qui fa una scoperta raccapricciante: trova il cadavere mummificato di una donna, la vera signora Bates. Mentre Lila grida dallo spavento, una donna entra in cantina con un lungo coltello in mano. La figura femminile che ha commesso gli omicidi rivela la sua identità: si tratta di Norman, vestito con gli abiti della madre. Sam blocca Norman prima che possa uccidere Lila.
Norman viene arrestato e quindi sottoposto a visita psichiatrica. Il dottor Fred Richmond, dopo un lungo colloquio con il giovane, svela il mistero a Lila, Sam e agli inquirenti: dieci anni prima Norman aveva ucciso la madre e il compagno in quanto, dopo la morte del padre, egli aveva sviluppato un forte, patologico complesso di Edipo nei confronti della donna la quale, fidanzandosi con un altro uomo, aveva (secondo Norman) tradito il figlio, e così egli aveva avvelenato lei e il suo compagno. In seguito, il rimorso per il suo gesto aveva scisso in due la personalità del giovane, dandone una parte a sua madre, che egli faceva in qualche modo rivivere vestendosi come lei e riuscendo perfino a imitarne perfettamente la voce. La gelosia che Norman provava per la mamma non era però sufficiente a renderla del tutto viva, perciò egli aveva inscenato anche il contrario, cioè aveva reso "sua madre" gelosa di lui, attuando quel meccanismo psicopatologico di rimozione del vissuto che è noto in psicanalisi come "identificazione proiettiva". Di conseguenza, ogni volta che Norman provava attrazione con donne che non erano sua madre, quest'ultima, per proteggerlo, eliminava la fonte delle tentazioni attraverso l'omicidio.
Oltre a quello di Marion, la "madre" di Norman confessa infatti gli omicidi di altre due giovani donne scomparse in precedenza, delitti a lungo rimasti insoluti. Dopo l'arresto, la personalità del ragazzo viene totalmente sopraffatta da quella della donna, la quale decide di far credere a tutti di essere innocente. Il film si chiude con la scena dell'auto di Marion che viene ripescata dalla palude, provando definitivamente la colpevolezza di Norman.

## I fatti
Il personaggio di Norman Bates è ispirato alla figura di Ed Gein che, nel periodo tra il 1947 e il 1957, uccise due persone nella zona di La Crosse e Plainfield (Wisconsin), creando decorazioni casalinghe con i resti delle vittime.
La sua figura viene ripresa anche in altri tre film:
- Non aprite quella porta (1974), dove è rappresentato dal personaggio Leatherface, interpretato da Gunnar Hansen,[11]
- Deranged - Il folle (1974), rappresentato dal personaggio Ezra Cobb (detto Macellaio di Woodside e interpretato da Robert Blossom),[12]
- Il silenzio degli innocenti (1991),[13] dove è rappresentato dal personaggio di Jame Gumb (detto Buffalo Bill e interpretato da Ted Levine).

## Produzione
Il film è basato sull'omonimo romanzo del 1959, scritta da Robert Bloch, ispirato liberamente ai casi di omicidio del killer del Wisconsin Ed Gein, il quale viveva a 64 km da Bloch. Sia Gein che il protagonista Norman Bates compivano i loro omicidi in isolate località rurali, entrambi avevano avuto delle madri dal carattere dominanti, avevano sigillato una stanza per loro, come altare, e indossavano le vesti della madre. La differenza principale era che Gein fu catturato dopo avere assassinato soltanto due persone.
Peggy Robertson, da lungo tempo segretaria di Alfred Hitchcock, lesse la recensione positiva sul libro di Anthony Boucher sulla sua colonna Criminals at Large e decise di mostrare il libro al suo datore di lavoro; a ogni modo i lettori di soggetti della Paramount Pictures avevano già rifiutato l'idea di trarne un film. Hitchcock acquistò i diritti sul libro per una somma di 9500 $, e ordinò a Robertson di comprare tutte le copie del libro in circolazione per preservarne le sorprese e i colpi di scena.
La Paramount esitò davanti alla proposta del regista e si rifiutò di investire il budget di norma dei suoi altri progetti. Di conseguenza Hitchcock affermò che avrebbe girato Psyco velocemente e in modo economico, in bianco e nero, usando la troupe della sua serie televisiva Alfred Hitchcock presenta. Dopo un rifiuto dell'azienda, la quale sosteneva che i palcoscenici erano prenotati, ma l'industria era in crisi, Hitchcock ribatté che avrebbe finanziato personalmente il progetto, girando la pellicola alla Universal-International, usando la sua troupe della Shamley Production, mentre la Paramount avrebbe distribuito il film. Dopo che quest'ultima accettò la proposta le riprese poterono iniziare.
Per il ruolo di Marion Crane furono considerate anche Eva Marie Saint, Piper Laurie, Marta Hyer, Hope Lange, Shirley Jones e Lana Turner.

### Cameo
Hitchcock, con in testa un cappello da cowboy, fa la sua consueta apparizione sul marciapiede davanti alla società dove lavora Marion.

### Logo e titoli di testa
Il logo del film (e del franchise) venne mutuato dalla sovracoperta del romanzo di Robert Bloch, realizzata dal grafico italo-americano Tony Palladino. Tre anni dopo la pubblicazione del libro, Alfred Hitchcock comprò i diritti per la trasposizione sul grande schermo, e l'agenzia pubblicitaria J. Walter Thompson comprò a Palladino i diritti d'uso della sua grafica, che ispirerà i titoli di testa realizzati da Saul Bass.

### Riprese
Il film venne girato negli Universal Studios di Hollywood dalla fine di novembre del 1959 fino al 1º febbraio del 1960.
Il film fu girato con un budget di circa 800 000 dollari e ne incassò circa 50 milioni. Per le riprese Hitchcock s'avvalse della troupe della serie tv Alfred Hitchcock presenta per risparmiare tempo e denaro. Hitchcock volle girarlo in bianco e nero soprattutto per evitare problemi di censura, dato che viene mostrato esplicitamente del sangue: in realtà il liquido che scorre nella doccia è cioccolato fuso.
La celeberrima scena della doccia è la più famosa del film e fra le più note della storia del cinema: basata su uno storyboard di Saul Bass, la scena dura solo 45 secondi, ma occorsero sette giorni di lavorazione, 72 posizioni della macchina da presa e una controfigura per Janet Leigh, la modella Marli Renfro. L'accoltellamento dura 22 secondi per un totale di 35 inquadrature, e in nessuna di queste si può vedere il coltello affondare nel corpo di Marion; è il montaggio serrato che fa supporre allo spettatore quello che non si vede. Inizialmente Hitchcock voleva che la scena della doccia non fosse accompagnata da commento musicale, ma Bernard Herrmann gli fece cambiare idea dopo avergli fatto ascoltare una sua composizione, i celeberrimi archi stridenti che assomigliano quasi a grida umane o animali.

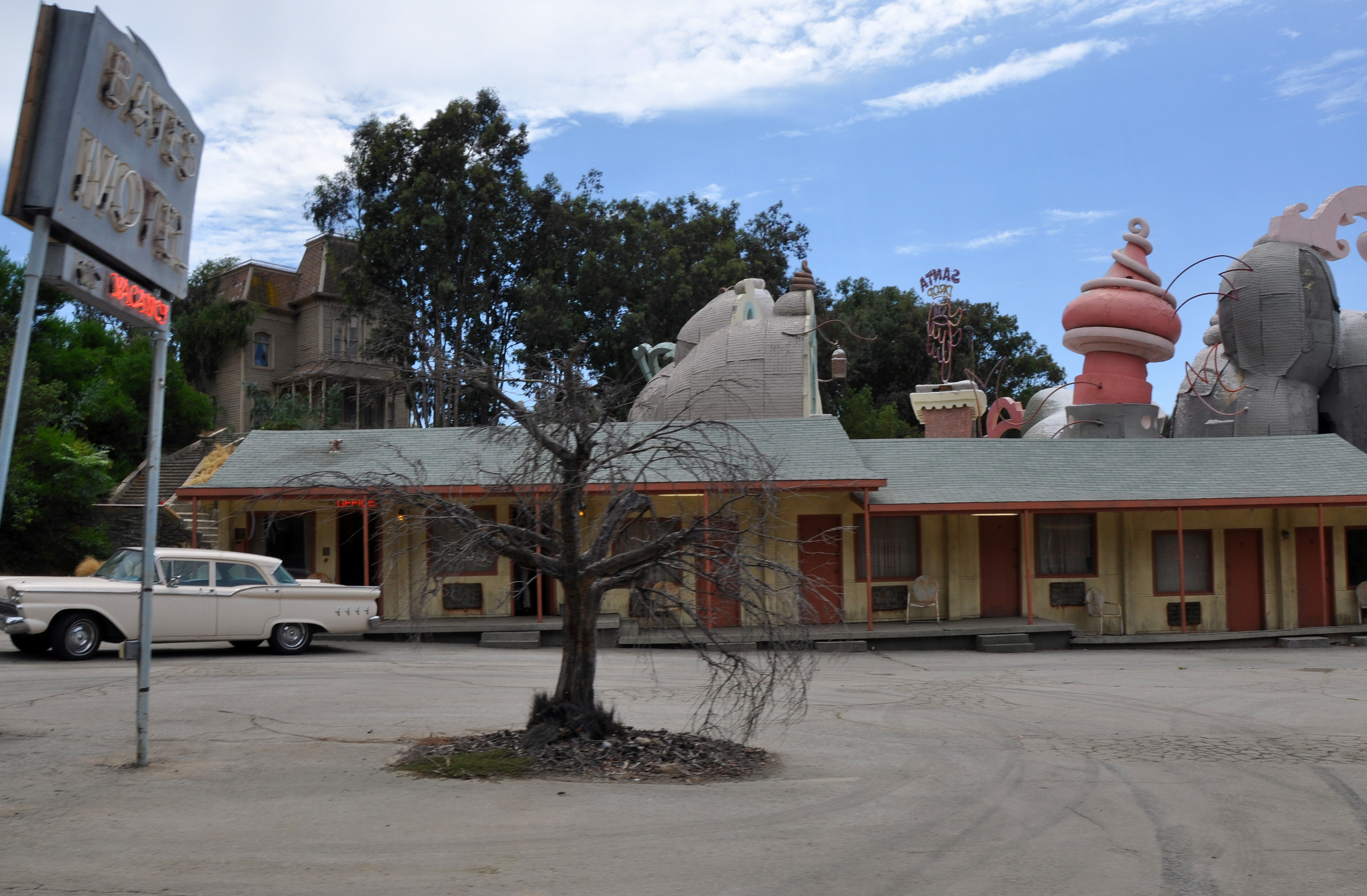
Il Bates Motel

Furono apportate molte modifiche alla scena in cui Marion Crane appare già morta sul bordo della vasca da bagno con il viso sul pavimento, perché durante le anteprime, quindi a pellicola quasi ultimata, la moglie di Hitchcock, Alma Reville, fu l'unica ad accorgersi che si poteva vedere l'attrice Janet Leigh respirare.
Nell'inquadratura finale, quella che ritrae Norman Bates sorridente, si può notare la sovrapposizione sul suo volto di una figura simile al teschio della madre: questo fu uno dei primi effetti inseriti in un film per aumentare il senso di orrore trasmesso dal personaggio.
La casa dietro il Bates Motel è stata ispirata da un dipinto di Edward Hopper, Casa lungo la ferrovia (House by the Railroad) del 1925. L'edificio da cui ha preso spunto Hopper è ancora presente nel villaggio di Haverstraw, NY, lungo la Route 9W.
Durante le riprese, il film aveva il titolo provvisorio di Production 9401 o Wimpy, in omaggio al cameraman della seconda unità Rex Wimpy.

#### Tecnica cinematografica

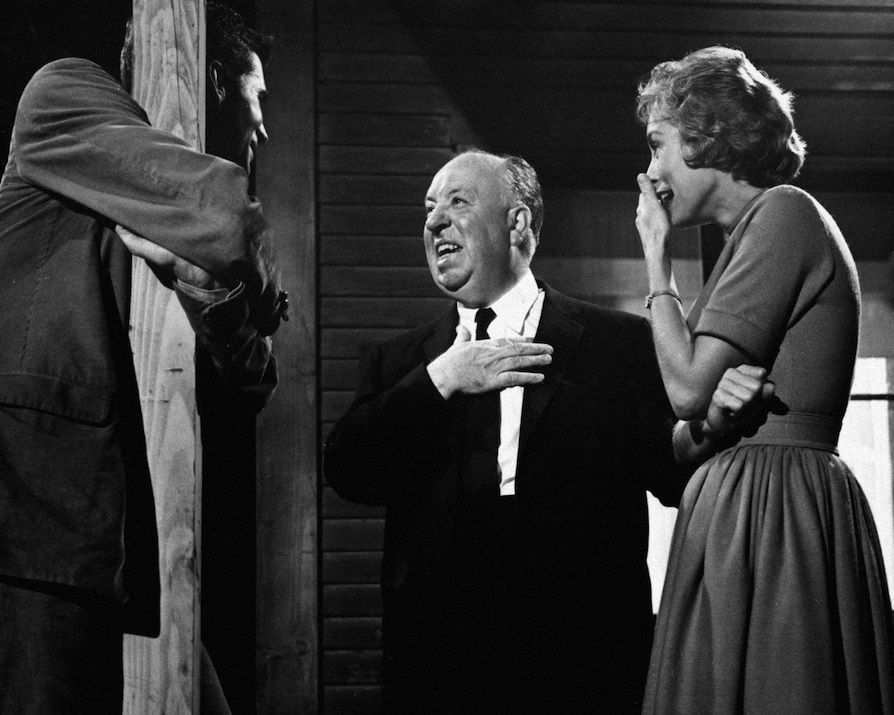
Anthony Perkins, Alfred Hitchcock e Janet Leigh sul set

Nel film la presenza di specchi è continua: in albergo a Phoenix, in ufficio dove Marion si guarda in uno specchietto portatile, nella sua automobile, a casa sua, nel gabinetto della rivendita di auto usate, al bancone del motel, nelle camere, nella stanza da letto della madre di Norman. Lo specchio, come già ne Il peccato di Lady Considine e ne La donna che visse due volte, suggerisce contemporaneamente una personalità divisa, il doppio, e l'introspezione, un rimando all'autocoscienza. L'utilizzo massiccio degli specchi rivela peraltro la maestria di Hitchcock e dei suoi collaboratori nel non far mostrare mai per sbaglio la troupe nei riflessi.
La pellicola combina elementi da romanzo rosa e giallo con atmosfere tipicamente horror: gli incontri furtivi degli amanti, i tranquillanti presi di nascosto dalla collega d'ufficio, gli incassi non dichiarati e l'evasione fiscale, gli affari illeciti e il denaro rubato, la bottiglia di whisky nascosta da un impiegato nel cassetto, le identità nascoste e delitti impuniti, l'ambientazione desolata e remota, la presenza di una casa inquietante e misteriosa e la notte scura e tempestosa.
In Psyco abbondano inoltre, a livello visivo, le immagini di linee verticali e di linee orizzontali che tagliano in due lo spazio, come nei titoli di Saul Bass in cui i nomi vengono tagliati e divisi, nella gru che taglia l'orizzonte, nelle fessure orizzontali delle persiane, nelle testiere dei letti nella stanza d'albergo, nell'abitazione di Norman, alta e stretta, e nel motel, basso e allungato, nelle falci e nei rastrelli sospesi sulle teste nel negozio di utensileria e nel palo del telefono che taglia la macchina di Marion parcheggiata. Secondo Donald Spoto, queste immagini di taglio creano una costruzione visiva capace di rappresentare il conflitto vissuto dallo spettatore (combattuto da reazioni contrastanti: attrazione e repulsione, partecipazione e condanna, disgusto e curiosità, imbarazzo e piacere) e quello dei personaggi.
Altra peculiarità del film riguarda la scelta del bianco e nero, insolita nell'epoca del Technicolor e del VistaVision. Sono state date alcune interpretazioni di questa caratteristica del film, quali ad esempio che la forte valenza espressionistica del contrasto dei chiari e scuri, delle luci e delle ombre sottolineerebbe l'elemento drammatico e consentirebbe la rappresentazione di una violenza sottile e insidiosa, o che il bianco e nero si assocerebbe alla duplicità dei personaggi: di Norman, il cui viso spesso appare metà in ombra e metà in luce; e di Marion con i suoi reggiseni: bianco all'inizio quando si incontra con Sam e nero dopo avere rubato i 40 000 dollari e decisa a scappare.

### Colonna sonora
La celeberrima colonna sonora iniziale è stata poi utilizzata anche come sigla di una trasmissione TV di Rete 4 incentrata sulle indagini, intitolata Quarto Grado.

## Accoglienza

### Incassi
Psyco incassò negli Stati Uniti 32 milioni di dollari a fronte di un budget di $806 947, fu il maggior successo commerciale di Alfred Hitchcock.

### Critica
L'accoglienza della critica non fu unanime: alcuni critici rimasero colpiti dalla violenza del film e non lo ritennero degno del suo autore, come Bosley Crowther del New York Times, che parlò di «Una macchia in una carriera onorevole», o Nino Ghelli, che scrisse: «Nessuna ricerca di umanità nei personaggi, né di una verità drammatica nelle situazioni narrate, nessuna indagine di una condizione umana o di un ambiente storico: soltanto il futile, accademico, e spesso irritante giuoco di intelligenza condotto fino allo spasimo, e sostenuto purtroppo dai più accademici e logori convenzionalismi».
Altri critici si sono soffermati poi sull'importanza dello sguardo in Psyco come Spoto, che ha parlato di come «La dialettica del guardare e dell'essere guardati riceve in Psyco più che in ogni altro film di Hitchcock il suo trattamento più completo»..
In tema di identificazione, «Il film è fatto talmente bene che può indurre il pubblico a fare qualcosa che ormai non fa più - urlare verso i personaggi, nella speranza di salvarli dal destino che è stato astutamente lasciato intuire li stia attendendo». Il pubblico all'inizio teme per una ladra, poi nelle scene della pulizia della stanza del motel e dell'affondamento della macchina nella stagno teme che l'assassino non riesca a cancellare le tracce della morte della ragazza, nel finale desidera che sia catturato e costretto a confessare per conoscere il segreto della storia.
Il regista ottiene che lo spettatore suo malgrado si identifichi con i colpevoli.
In un'intervista a François Truffaut Hitchcock affermò:

## Riconoscimenti
- 1961 – Premio Oscar
  - Candidatura come miglior regista ad Alfred Hitchcock
  - Candidatura come miglior attrice non protagonista a Janet Leigh
  - Candidatura come migliore fotografia a John L. Russell
  - Candidatura come migliore scenografia a Joseph Hurley, Robert Clatworthy e George Milo

- 1961 – Golden Globe
  - Miglior attrice non protagonista a Janet Leigh
- 1961 – Directors Guild of America Award
  - Candidatura come miglior regista ad Alfred Hitchcock

- Il film è stato inserito al primo posto nella lista, redatta nel 2001 dall'American Film Institute, dei 100 migliori thriller americani[35]. Il personaggio di Norman Bates compare al secondo posto nella classifica, sempre stilata dall'AFI, dei 100 villains più famosi del cinema americano[36]. Una battuta del film ("Il miglior amico di un ragazzo è sua madre", "A boy's best friend is his mother" in lingua originale) compare inoltre nella lista delle cento migliori citazioni cinematografiche di tutti i tempi, nella quale figura al 56º posto[37].

## Opere derivate
Di Psyco furono realizzati tre sequel, considerati molto inferiori rispetto all'originale. Nel 1987 fu realizzato il film TV Il motel della paura (Bates Motel), che doveva essere l'episodio pilota di una serie televisiva spin-off mai realizzata. Anthony Perkins declinò l'offerta di recitare nel film, così il breve ruolo di Norman venne interpretato da Kurt Paul, che fece da controfigura di Perkins in Psycho II e Psycho III.
Nel 1998 Gus Van Sant diresse un remake shot-for-shot del film: Psycho. Il 13 gennaio 2012 la A&E annunciò la realizzazione della serie televisiva Bates Motel. La serie, che nulla avrebbe avuto a che fare con il film omonimo del 1987, doveva essere, a detta dei suoi creatori, un prequel di Psycho e avrebbe dovuto narrare la gioventù di Norman Bates, già narrata nei flashback di Psycho IV. Alla fine la serie divenne un reboot (e non un prequel) ambientato nell'Oregon dei giorni nostri anziché nella California degli anni 40/50. Inoltre la serie presenta una moltitudine di differenze che la rendono a tutti gli effetti una serie a sé stante.

### Cinema
- Psycho II, regia di Richard Franklin (1983)
- Psycho III, regia di Anthony Perkins (1986)
- Psycho, regia di Gus Van Sant (1998)
- A Conversation with Norman , regia di Jonathan M. Parisen (2005)
- The Psycho Legacy – documentario, regia di Robert Galluzzo (2010)
- 78/52 – documentario, regia di Alexandre O. Philippe (2017)

### Televisione
- Il motel della paura (Bates Motel), regia di Richard Rothstein (1987)
- Psycho IV (Psycho IV: The Beginning) – film TV, regia di Mick Garris (1990)
- Bates Motel – serie TV (2013-2017)

## Influenza culturale
- Nel 1961 uscì Psycosissimo: la prima parodia ufficiale diretta da Steno, con protagonisti Raimondo Vianello e Ugo Tognazzi.
- L'opera 24 Hour Psycho di Douglas Gordon del 1993 rappresenta il film rallentato in modo che duri 24 ore.[43]
- Il film Hitchcock di Sacha Gervasi del 2012, basato sul saggio di Stephen Rebello Come Hitchcock ha realizzato Psycho, narra dei rapporti tra il regista e sua moglie Alma Reville durante la realizzazione del film.
- Nel secondo episodio della seconda stagione di American Dad!, intitolato Smith manolesta, Stan si reca in un motel per masturbarsi. Il nome di quest'ultimo è proprio "Bates motel" .
- In vari episodi della serie televisiva I Simpson di Matt Groening sono presenti citazioni o riferimenti al film:[44]
  - 2x09 - Grattachecca e Fichetto e Marge
  - 4x14 - Fratello dello stesso pianeta
  - 4x21 - Marge in catene
  - 5x02 - Il promontorio della paura
  - 5x05 - La paura fa novanta IV
  - 5x16 - Homer ama Flanders
  - 7x15 - Bart la spia
  - 21x04 - La paura fa novanta XX
- Il fumetto Dylan Dog di Tiziano Sclavi rende omaggio al film in alcuni album tra cui:
  - N. 6 - La bellezza del Demonio (marzo 1987)
  - N. 18 - Cagliostro! (marzo 1988)
  - N. 20 - Dal profondo (maggio 1988)
  - N. 243 - L'assassino è tra noi (novembre 2006)
- Nella serie Detective Monk l'episodio della sesta stagione Il signor Monk e le tre Julie ha come comprimario un giovane che ricorda Norman Bates.
- L'episodio La casa delle tenebre dell'ottava stagione della serie La signora in giallo vede Jessica Fletcher indagare su un delitto accaduto proprio nella casa dei Bates; inoltre l'episodio contiene diverse citazioni del film.
- La scena della doccia, oramai un classico della cinematografia, viene ripetutamente omaggiata e parodiata, per esempio nel genere commedia come Alta tensione di Mel Brooks.[senza fonte]
- Nel film Sing Sing il personaggio di Oscar, interpretato da Rodolfo Laganà, ha alcune caratteristiche ispirate a Norman Bates.
- Il film di Ezio Greggio Il silenzio dei prosciutti è una parodia in parte di Psyco e in parte de Il silenzio degli innocenti.
- Lo special di Halloween collegato al franchise di Shrek, Shrekkato da morire, uscito nel 2010, presenta un episodio che cita il film, in chiave parodistica, intitolato Boots Motel (parodia, naturalmente, di Bates Motel).